# WHERE DO WE GO
「WHERE DO WE GO」（ウェア・ドゥ・ウィ・ゴー）は、日本の男性アイドルグループJO1の楽曲。2024年10月2日にLAPONEエンタテインメントより9枚目のシングルとして発売された。

## 概要
本作のキャッチコピーは「僕たちの青春が進む道は、そこがどこであってもレッドカーペットになるんだ」である。
今作では『毎日向き合う現実の中でも心の中にロマン（理想、夢）を抱いている11人の青春JO1。毎日どこに向かっているのか、次の目的地がどこなのかは分からないが「僕たちが歩いていけばそこがまさにレッドカーペット」という自信で彼らが迎える新しい未来に向かって堂々と進む。』が表現された。
2024年9月9日にサブスクリプションサービスにおいて先行配信が開始された。
シングルには同年6月30日にデジタルシングルとしてリリースされた「Believe in You」、および本作の韓国語バージョン「WHERE DO WE GO (Korean ver.)」を含む全6曲が形態別に収録されている。

## 収録曲

### 初回限定盤A
CD+DVD
1. WHERE DO WE GO  (02:37)[5]
作詞：Hiyori Nara、Kuzzi、Ryan Shin (153/Joombas)
作曲：Kuzzi、Ryan Shin (153/Joombas)、808MALC、Yeo sang yoon
編曲：808MALC、Yeo sang yoon
振付：We Dem Boyz
Hiyori Naraは『Aqua』の作詞も手がけている。
2. ICY (03:21)[5]
作詞：Ellie Love、Okhan Uenver
作曲：Czaer、Haechi、Okhan Uenver、whyminsu、Glen Choi
編曲：Czaer、Haechi
振付：BBTRIPPIN
Ellie Loveは『OH-EH-OH』『MONSTAR』『Love & Hate』『16(Sixteen)』『Tiger』『Forever Here』『Trigger』『Gradation』『Love seeker』の作詞も手がけている。
3. Cross the line (03:30)[5]
作詞：gratia、Masami Kakinuma(Relic Lylic,inc.)
作曲：SQVARE(ARTiffect)、AVENUE 52(ARTiffect)、Joacim Persson(ARTiffect)、Johan Alkenäs(ARTiffect)
編曲：Joacim Persson(ARTiffect)、Johan Alkenäs(ARTiffect)
振付：
gratiaは『RadioVision』『Venus』『Aqua』の作詞も手がけている。
Masami Kakinumaは『Itty Bitty』『Fairytale』『Love seeker』『Test Drive』の作詞も手がけている。
SQVARE・AVENUE 52は『Mad In Love』の作詞作曲も手がけている。
4. Believe in You (04:16)[5]
作詞：T2
作曲：KAZU、YUTA
編曲：Hayato Tanaka(id Creators Apartment)
振付：
T2は『Gradation』『We Good』の作詞も手がけている。

DVD
1. JO1 self-produce runway（前編）

### 初回限定盤B
CD+DVD
1. WHERE DO WE GO  (02:37)
2. ICY (03:21)
3. Maybe Next Time (03:02)[5]
作詞：gratia
作曲：TOYO、AVENUE 52、SQVARE
編曲：TOYO
振付：
4. Cross the line (03:30)

DVD
1. JO1 self-produce runway（後編）

### 通常盤
CD
1. WHERE DO WE GO  (02:37)
2. ICY (03:21)
3. Maybe Next Time (03:02)
4. WHERE DO WE GO (Korean ver.) (02:37)[5]

## 成績

### オリコンチャート
デイリーシングルランキング
発売初日に45.1万枚を売り上げ、オリコンデイリーシングルランキングで1位を記録。
週間シングルランキング
初週54.3万枚を売り上げ、オリコン週間シングルランキングで初登場1位を記録。本作でデビューシングル『PROTOSTAR』から9作連続、通算9作目の1位を獲得した。初週売上54.3万枚は、前作『HITCHHIKER』の初週売上である50.6万枚を上回り、自己最高を更新。2作連続で初週売上がハーフミリオン超えを記録した。
週間合算シングルランキング
CD売り上げにより54万2527ポイント、デジタルシングルダウンロード数により5661ポイント、ストリーミングにより2万110ポイントをそれぞれ記録し、週間56万8298ポイントで、グループ通算9作目となるオリコン週間合算シングルランキング1位を獲得した。

### Billboard JAPAN
初週73.2万枚を売り上げ、Billboard JAPAN週間シングル・セールス・チャート “Top Singles Sales”で1位を記録。本作は、グループ最高の初週売上を記録した前作『HITCHHIKER』の73.8万枚に次ぐものとなった。